# Смирнов Георгій Лукич
Георгій Лукич Смирнов (14 листопада 1922, хутір Антонов, тепер Октябрського району Волгоградської області, Російська Федерація — 29 листопада 1999, місто Москва) — радянський партійний і державний діяч, філософ, директор Інституту філософії АН СРСР, помічник генерального секретаря ЦК КПРС, директор Інституту марксизму-ленінізму при ЦК КПРС. Кандидат у члени ЦК КПРС у 1976—1990 роках. Кандидат філософських наук (1957), доцент (1966), доктор філософських наук (1971), професор (1972). Дійсний член Академії наук СРСР (РАН) з відділення філософії і права (з 23.12.1987, член-кореспондент з 29.12.1981).

## Життєпис
У 1941—1942 роках — судовий виконавець народного суду в Сталінградській області.
У 1942—1944 роках — на комсомольській роботі в Сталінградській області.
Член ВКП(б) з 1943 року.
У 1944—1947 роках — на господарській роботі в Сталінградській області. З 1948 року — на партійній роботі.
У 1950 році закінчив Саратовську партійну школу.
У 1952 році закінчив історичний факультет Сталінградського педагогічного інституту, в 1957 році — аспірантуру по кафедрі діалектичного та історичного матеріалізму Академії суспільних наук при ЦК КПРС.
З 1957 року — на відповідальній роботі в апараті ЦК КПРС: лектор відділу пропаганди і агітації по союзних республіках.
У 1962—1965 роках — член редакційної колегії і редактор по відділу філософії журналу «Коммунист».
Одночасно доцент (1964—1972), професор (1972—1983) кафедри наукового комунізму Академії суспільних наук при ЦК КПРС.
У 1965—1969 роках — керівник лекторської групи, керівник групи консультантів, у 1969—1974 роках — заступник завідувача, у липні 1974—1983 роках — 1-й заступник завідувача відділу пропаганди ЦК КПРС, кілька років виконував обов'язки завідувача.
Член правління (1971—1991) і віцепрезидент (1984—1987) Філософського товариства СРСР, член правління Спілки журналістів СРСР (1971—1982).
У 1983—1985 роках — директор Інституту філософії АН СРСР, член редколегії журналу «Вопросы философии» (1983—1986).
У листопаді 1985 — січні 1987 року — помічник генерального секретаря ЦК КПРС Михайла Горбачова із ідеології.
У 1987—1991 роках — директор Інституту марксизму-ленінізму при ЦК КПРС.
З 1991 року — головний науковий співробітник Центру з вивчення прав людини і демократії Російського незалежного інституту соціальних і національних проблем. Потім — головний науковий співробітник Інституту філософії РАН.
Помер 29 листопада 1999 року. Похований на цвинтарі села Луцино Одинцовського району Московської області.

## Основні праці
- «Комунізм — справа кожного» (1961)
- «Розвиток робітничого класу СРСР і його роль в будівництві комунізму» (1961)
- «Формування комуністичних суспільних відносин» (1962)
- «Демократія, свобода і відповідальність особистості» (1968)
- «Радянська людина: формування соціалістичного типу особистості» (1971, 1981)
- «XXIV з'їзд КПРС і формування нової людини» (1972)
- «Формування нової людини — програмна мета КПРС» (1983)
- «Революційна суть перебудови: соціально-філософський нарис» (1987)
- «Урок дає історія» (1989)
- «Ленінське бачення соціалізму» (1990)
- «Ленінська концепція соціалізму» (1990)
- «Уроки минулого» (1997)

## Нагороди і звання
- орден Жовтневої Революції (1982)
- два ордени Трудового Червоного Прапора (1966, 1971)
- медаль «За оборону Сталінграда»
- медаль «За доблесну працю у Великій Вітчизняній війні 1941—1945 рр.»
- медаль «За доблесну працю. В ознаменування 100-річчя з дня народження Володимира Ілліча Леніна»
- медаль «Ветеран праці» (1990)
- медалі